# Monòlit de Pokotia
El monòlit de Pokotia és un vas o font magna que va ser descobert a Bolívia a la vora del Llac Titicaca per un agricultor local. S'afirma que algunes parts del vas estarien escrites en caràcters cuneïformes sumeris, protosumeris i semites mesopotàmics.

## Descripció
És una peça gran, semblant a un got per a libacions, utilitzat probablement durant cerimònies religioses. Va ser trobat el 1950 per un agricultor a prop de la localitat de Chua, prop del llac Titicaca.
Actualment es troba en un petit museu del carrer Jaén, La Paz, a Bolívia: Museu de metalls preciosos "Museu d'Or".